# Carlos Martínez Castro
Carlos Manuel Martínez Castro (Santa Ana, San José, Costa Rica, 30 de marzo de 1999) es un futbolista costarricense, juega como lateral derecho en el Partizán de Tirana de la Kategoria Superiore.
Se desempeña en el costado derecho como defensa por ese sector, pero es capaz de incorporarse en la ofensiva para poner centros al área. Forjado en varias escuelas de fútbol de su natal Costa Rica, Martínez se marchó hacia la Aspire Football Dreams con su sede en Senegal. Tras graduarse de la academia, fue colocado en 2017 en el equipo del K.A.S. Eupen de Bélgica. Fue hasta en 2019 que hizo su debut con el Herediano.
El 6 de diciembre de 2022 Según Mcdoggin-Youtube Carlos Martínez habría estampado Su firma 3 años con la Liga Deportiva Alajuelense haciéndose oficial el 7 de diciembre por la Liga Deportiva Alajuelense
Carlos viene de tener una actuación modesta con la Fedefutbol en la Copa del Mundo Catar 2022.

## Carrera

### Inicios
Su padres, Marvin Martínez y Marta Castro, Carlos Martinez nació el 30 de marzo de 1999 en territorio costarricense. Empezó a formarse en el ámbito futbolístico en la Academia Furati, de su localidad, para luego incorporarse a la Academia Wilmer López en Alajuela. Al mismo tiempo estuvo vinculado con el alto rendimiento de Carmelita, equipo en el cual se coronó campeón de la división.
Tras un año de entrenamientos, en febrero de 2015 fue seleccionado por la Aspire Academy para participar en diversas pruebas. Permaneció veintidós días en Senegal a un ritmo intenso donde compartió con el entrenador serbio Bora Milutinović —quien fuera estratega de la selección costarricense
en 1990—, el futbolista quedó en la lista definitiva de dieciocho integrantes, de 35 participantes. Martínez estuvo compitiendo en la categoría de su generación y posteriormente ganó una beca para continuar sus estudios de secundaria.
Conquistó en 2015 la categoría cadete de la Mediterranean International Cup (MIC) y el torneo Pre MIC de Banyoles, este último también en su edición de 2017. Al año siguiente se hizo con el título de la Alkass International Cup —con Carlos en el once ideal de la competencia—. Asimismo, fue incluido en la alineación ideal del Torneo MIC 2017 del rango juvenil.

### K. A. S. Eupen
El 8 de mayo de 2017, se hace oficial su fichaje por el K. A. S. Eupen de la Primera División de Bélgica, siendo su primera experiencia en una escala absoluta de un club. Llegó como parte de la promoción de graduados de la academia, junto a los otros jugadores Souleymane Aw y Abdul Manaf Nurudeen. En su primera temporada no pudo hacer su debut profesional y fue suplente en solo cuatro compromisos de la Pro League 2017-18.

### C. S. Herediano
El 22 de enero de 2019, el Herediano se hizo con los servicios del jugador en condición de préstamo por un año. Realizó su debut el 24 de febrero en la visita al Estadio Carlos Ugalde contra San Carlos, donde fue titular durante el primer tiempo ya que posteriormente saldría de cambio por Pablo Salazar al comienzo de la segunda mitad. Su conjunto perdió el compromiso con marcador de 3-2. Esta fue su única aparición en el Torneo de Clausura ya que luego desapareció de las convocatorias.

### Guadalupe F. C.
A mediados de 2019, Martínez fue fichado por Guadalupe y disputó los torneos de Apertura y Clausura, mostrando una regularidad de 32 partidos jugados en su mayoría como titular.

### A. D. San Carlos
El 22 de junio de 2020, se oficializó su incorporación al equipo de San Carlos con un ligamen hasta junio de 2023.

### L.D. Alajuelense
Actualmente, juega en Liga Deportiva Alajuelense.

## Selección nacional

### Categorías inferiores
El 22 de octubre de 2018, el defensa fue seleccionado por Breansse Camacho para jugar el Campeonato Sub-20 de la Concacaf. El 1 de noviembre permaneció como suplente en la victoria de goleada por 5-0 sobre Bermudas. Después asumió el rol de titular en la totalidad de los minutos en los triunfos ante Barbados (2-0), Haití (1-0) y Santa Lucía (0-6) para cerrar la etapa de grupos. Con el empate 1-1 contra Honduras y la derrota 4-0 frente a Estados Unidos, el conjunto costarricense quedó eliminado de optar por un cupo al Mundial de Polonia 2019.

#### Participaciones en juveniles
| Competición                           | Sede           | Resultado | Partidos | Goles |
| ------------------------------------- | -------------- | --------- | -------- | ----- |
| Campeonato Sub-20 de la Concacaf 2018 | Estados Unidos | Eliminado | 5        | 0     |

### Selección absoluta
El 18 de marzo de 2022, Martínez recibió su primera convocatoria a la Selección de Costa Rica dirigida por Luis Fernando Suárez, para disputar el cierre de la eliminatoria mundialista. Hizo su debut internacional el 27 de marzo jugando los últimos diecisiete minutos del triunfo contra el El Salvador (1-2) en el Estadio Cuscatlán. El 30 de marzo tuvo su primera titularidad en la victoria como local sobre Estados Unidos (2-0). Su selección finalizó en el cuarto puesto en zona de repechaje intercontinental.
El 13 de mayo de 2022, fue convocado a la lista de Suárez para la preparación de cara a la Liga de Naciones de la Concacaf. Su debut se produjo hasta la segunda fecha del 5 de junio con la victoria 2-0 sobre Martinica.
El 14 de junio de 2022, entró de cambio a partir del segundo tiempo en el partido donde su combinado selló la clasificación a la Copa Mundial tras vencer 1-0 a Nueva Zelanda, por la repesca intercontinental celebrada en el país anfitrión Catar.

#### Participaciones internacionales
| Evento                                  | Sede     | Resultado      | Partidos | Goles |
| --------------------------------------- | -------- | -------------- | -------- | ----- |
| Liga de Naciones de la Concacaf 2022-23 | Concacaf | Fase de grupos | 3        | 0     |

#### Participaciones en eliminatorias
| Evento                     | Sede  | Resultado   | Posición | Partidos | Goles |
| -------------------------- | ----- | ----------- | -------- | -------- | ----- |
| Clasificación Mundial 2022 | Catar | Clasificado | 4°       | 3        | 0     |

#### Participaciones en Copas del Mundo
| Mundial              | Sede  | Resultado      | Partidos | Goles |
| -------------------- | ----- | -------------- | -------- | ----- |
| Copa Mundial de 2022 | Catar | Fase de grupos | 1        | 0     |

## Estadísticas

### Clubes
| Club              | País       | Año               |
| ----------------- | ---------- | ----------------- |
| K.A.S. Eupen      | Bélgica    | 2017 - 2019       |
| C. S. Herediano   | Costa Rica | 2019              |
| Guadalupe F. C.   | Costa Rica | 2019 - 2020       |
| A. D. San Carlos  | Costa Rica | 2020 - 2022       |
| L. D. Alajuelense | Costa Rica | 2022 - Actualidad |

### Selección
Actualizado al último partido jugado el 14 de junio de 2022.
| Costa Rica |                 |   |   |   |   |   |   |   |   |
| 2022 | 1               | 0 | 3 | 0 | — | — | 4 | 0 |   |
| Total selección | Total selección | 1 | 0 | 3 | 0 | — | — | 4 | 0 |
| (1) Incluye datos de la Liga de Naciones de la Concacaf (2022). (2) Incluye datos de la Eliminatoria de Concacaf para la Copa Mundial (2022). |                 |   |   |   |   |   |   |   |   |

## Palmarés

### Títulos nacionales
| Título                       | Club              | País       | Año  |
| ---------------------------- | ----------------- | ---------- | ---- |
| Torneo de Copa de Costa Rica | L. D. Alajuelense | Costa Rica | 2023 |
| Recopa de Costa Rica         | L. D. Alajuelense | Costa Rica | 2024 |

### Títulos internacionales
| Título                           | Equipo            | Sede     | Año  |
| -------------------------------- | ----------------- | -------- | ---- |
| Copa Centroamericana de Concacaf | L. D. Alajuelense | Alajuela | 2023 |
| Copa Centroamericana de Concacaf | L. D. Alajuelense | Alajuela | 2024 |

### Distincionesindividuales
| Distinción                                                | Año  |
| --------------------------------------------------------- | ---- |
| Once ideal de la jornada 14 de la Eliminatoria al Mundial | 2022 |